# 바이올린 소나타 7번 (베토벤)
《바이올린 소나타 7번 다단조 작품번호 30-2》은 루트비히 판 베토벤에 의해 쓰인 세 개의 바이올린 소나타, 작품 번호 30 세트의 두 번째 작품이다.

## 작곡
1801년에서 1802년에 걸쳐서 다른 두 개의 바이올린 소나타(《6번 가장조, 작품 번호 30-1》과 《8번 사장조, 작품 번호 30-3》)와 함께 쓰여졌다. 베토벤은 그의 청력 문제를 개선하기 위해 1802년 4월부터 10월까지 빈의 바로 외곽에 있는 오스트리아의 작은 마을 하일리겐슈타트에 머무르며, 3월과 5월 사이에 작품 번호 30 세트의 대부분의 작업을 완료했다. 이는 베토벤이 자신의 청력을 잃고 있다는 사실을 인정해야 했던, 베토벤의 삶에서 충격적인 순간에 만든 작품임을 뜻한다.

## 출판 및 헌정
1803년에 《6번 가장조, 작품 번호 30-1》과 《8번 사장조, 작품 번호 30-3》과 함께 Trois Sonates pour le piano-forte avec accompagnement de violon ("바이올린을 동반한 피아노포르테를 위한 세 개의 소나타")라는 제목으로 빈의 Kunst und Industrie-Comptoir ("예술과 산업 상점") 출판사를 통해 출판되었다. 헌정은 러시아 황제 알렉산드르 1세에게 이루어졌다.

## 음악
이 다단조 소나타는 바이올리니스트의 레퍼토리 중 가장 웅장한 것 중의 하나이다. 극적이고 열정과 힘이 느껴지며 거의 교향곡의 범위에 가까운 작품이다. 다단조의 조성은 우리에게 진지한 음악임을 즉시 알려준다. 베토벤의 열 개의 바이올린 소나타 중에서, 이것은 느낌과 범위 면에서 "가장 큰" 것이다. 일반적인 3악장이 아닌 4악장을 자랑하는 것 또한 단 세 개(나머지는 5번과 10번) 중의 하나이다. 베토벤만의 독특한 음악 양식을 잘 나타내고 있는 이것은 《크로이처 소나타》, 《봄 소나타》와 함께 고금을 막론하고 가장 뛰어난 바이올린 소나타라고 할 수 있다.

## 악장 구성
작품은 전 네 개의 악장으로 구성되어 있다:
1. Allegro con brio
2. Adagio cantabile
3. Scherzo. Allegro - Trio
4. Finale. Allegro - Presto

연주 시간은 약 26분 정도 소요된다.

### 1악장. 알레그로 콘 브리오 (다단조)
4/4 박자, 소나타 형식, 연주 시간은 8분 정도이다.
어둡고 신비스럽게 거의 위협적인 주제로 시작되며, 나중의 전개부를 위한 매우 적합한 몇 개의 경구적 요소로 나뉜다. 내림마장조에서 강렬한 대조를 이루는 두 번째 주제는, 마치 장난기 있게 행진하는 것 같은 바이올린에 의해 소개된다.

### 2악장. 아다지오 칸타빌레 (내림가장조)
2/2 박자, 세도막 형식, 연주 시간은 10분 정도이다.
종종 작곡가의 다단조 작품 중간 악장에 채용되는 가락으로서, 비창 소나타의 중간 악장을 능가하는 천상의 아름다운 선율을 보여주고 있다. 피아노가 제1주제를 연주하고 바이올린이 반복한다. 도중 내림가단조의 우아한 아르페지오가 피아노와 교섭한다. 말미에는 급속한 다장조 음계가 교대로 나타난다.

### 3악장. 스케르초. 알레그로 - 트리오 (다장조)
3/4 박자, 복합 세도막 형식, 연주 시간은 대략 3분 정도이다.
재치있고 장난스러우며 리드미컬한 기이함과 거친 유머로 가득차 있다.

### 4악장. 피날레. 알레그로 – 프레스토 (다단조)
2/2 박자, 론도 소나타 형식, 연주 시간은 5분 정도이다.
피날레는 다단조로 돌아오는데, 단조로 시작되는 비정상적 대규모 악장의 경우 단조로도 끝난다. 끊임없는 극적인 긴장과 정서적 갈등이 이 타협하지 않는 악장의 특징이다.

## 같이 보기
- 베토벤의 바이올린 소나타
- 바이올린 소나타 6-8번, 작품 번호 30 (베토벤)
- 바이올린 소나타 6번 (베토벤)
- 바이올린 소나타 8번 (베토벤)

## 참고 문헌
- CD 박스 세트 베토벤, 슈만, 브람스 - 바이올린 소나타와 함께 제공되는 소책자. 도이치 그라모폰 프로덕션 (유니버설), 2003.
- Harenberg 문화 가이드 실내악. Brockhaus, Mannheim 2008, ISBN 978-3-411-07093-0
- Jürgen Heidrich : 바이올린 소나타에서 : 베토벤 설명서. Bärenreiter, Kassel 2009, ISBN 978-3476021533. 466-475 쪽.
- “바이올린과 피아노를 위한 소나타 7번 설명”. 《Allmusic》 (영어). 2020년 12월 27일에 확인함.